# Muhammad III (imam)
 (avril 2024).
Si vous disposez d'ouvrages ou d'articles de référence ou si vous connaissez des sites web de qualité traitant du thème abordé ici, merci de compléter l'article en donnant les références utiles à sa vérifiabilité et en les liant à la section « Notes et références ».
Ala ad-Din Muhammad (en arabe : علاء الدين محمد) ou Muhammad III, né vers 1212 et mort le 1er décembre 1255 est le 26e imam des Nizârites et le septième souverain d'Alamut.

## Biographie
Il est l'un des princes connus sous le nom de « Vieux de la Montagne ». Il règne sur une secte d'Ismaéliens appelée les Assassins et monte sur le trône vers 1221. Les meurtres qu'il fait commettre par ses adeptes lui donnent une réputation qui inquiète ses voisins : les rois voisins et plusieurs princes chrétiens lui envoient d'importants présents pour conserver ses bonnes grâces. Pour sa part, Saint Louis, loin d'avoir peur de lui, l'oblige, lorsqu'il se rend en Palestine, à lui dépêcher des ambassadeurs avec des présents.